# Asperula cypria
Asperula cypria är en måreväxtart som beskrevs av Friedrich Ehrendorfer. Asperula cypria ingår i släktet färgmåror, och familjen måreväxter.
Artens utbredningsområde är Cypern. Inga underarter finns listade i Catalogue of Life.